# Алстерска унионистичка партија
Алстерска унионистичка партија (АУП, енгл. Ulster Unionist Party) је политичка странка десног центра у Северној Ирској. Странка је основана 1905, а тренутно је предводи Даг Бити.